# 沃尔达·沃什·拉蒙特
沃尔达·沃什·拉蒙特（拉脫維亞語：Valda Ošs-Lamonde，1935年2月6日－1968年10月24日），是第一位成为澳大利亚民航飞行员的拉脱维亚女性。

## 人物生平
沃尔达·沃什出生于利耶帕亚的奥斯卡·布雷姆（Oskars Brēms）医生诊所，她的母亲玛丽亚·莱昂汀·沃什（Marija Leontīne Ošs）是一名家庭主妇，而她的父亲扎尼斯·克利斯·沃什（Žanis Krišs Ošs）则是一名售货员。
1938年，她在利耶帕亚的圣安妮教堂（Liepājas Svētās Annas Evaņģēliski luteriskādraudze）接受了洗礼，维利斯·齐梅利斯（Vilis Ziemelis）和艾薇拉·齐梅利斯（Elvīra Ziemelis）是她的教父和教母，她的教名是沃尔达·赫尔加·沃什（Valda Helga Ošs）。
在二战期间，他们一家被迫从拉脱维亚移居国外。1949年7月4日，他们乘坐斯考古姆号（Skaugum）移民船从意大利那不勒斯港出发。7月28日，抵达澳大利亚维多利亚州。起初所有人都暂住在维多利亚州东北部的博內吉拉移民接待和培訓中心裡，后来她和她的家人搬到墨尔本郊区的科堡。她那时曾在吉普斯兰地区的瑟尔高中学习。
她于1956年在皇家维多利亚航空俱乐部取得飞行执照。沃尔达曾在南方航空公司（Southern Airlines）任职，直到公司倒闭清算。由於飞行员的工作已经无法继续下去，于是她开始在另一家航空公司做文职工作。
1968年10月24日她决定结束自己的生命。死后她于10月28日被葬在福克纳公墓。

## 私人生活
她嫁給拜伦·休·拉蒙德（Byron Hugh Lamond，1992年－1995年），并有了一个孩子名叫格雷格（Gregor）。沃尔达有一个弟弟尤里·安德烈·沃什（Juris Andrejs Ošs，1942年12月20日－1999年）。她还有一个阿姨叫安娜·亚历山大·穆妮克斯（Anna Aleksandra Mūrnieks-Ģibietis）。

## 纪念活动
2015年2月，利耶帕亚中央科学图书馆（鱼街7号）举办了一个展览，专门纪念沃尔达·沃什·拉蒙特。

## 延伸閱讀
有几篇作品专门讲述了沃尔达·沃什·拉蒙特的生平，作者是拉斯玛·盖特尼耶采 （Lāsma Gaitniece）和妮·吉比特：
- 《瓦莱里亚的航班》（www.satori.lv，2013年12月26日）
- 〈威尔吉斯之夜〉（《课程时间》 2014年2月10日，第6页）
- 诗集《不一样的生日》（Citāda dzimšanas diena）和短篇年历《时间回荡》(Skanošs kā sudrabs ir mans laiks)，2014年出自利耶帕亚大学学生及毕业生

另有两部为了纪念沃尔达·沃什·拉蒙特而写的文学作品，作者是拉斯玛·盖特尼耶采（Lāsma Gaitniece）：
- 《在道加瓦河左岸的夏日别墅》（Vasarnīca Pārdaugavā），出版社：LiePA，2015年
- 《关于我未曾告诉你的事》（Par to, ko es tev neteicu），出版社：VESTA-LK，2019年

### 腳註
1. ↑  .   [2020-11-24]. （原始内容存档于2021-02-13）.
2. ↑  Liepājas Centrālajā zinātniskājā bibliotēkā skatāma izstāde civilās aviācijas pilotes Valdas Ošs-Lamondas piemiņai[]

### 其他
- "AustrālijasLatvietis"，1960年5月7日，第1頁。
- Gaitniece, L. "Latviete Austrālijas debesīs. Valdas Ošs skumjais dzīvesstāsts". Žurnāls "100 Latvijas noslēpumi", 2020. gada novembris, 21. - 23. lpp.